# Новогрецьке Просвітництво

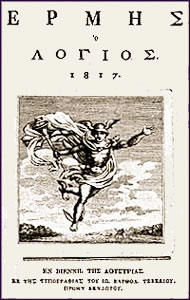
Журнал «Гермес о Логіос»

Новогрецьке Просвітництво (грец. Διαφωτισμός, дос. «Просвітництво»), також Неоеллінське Просвітництво — ідеологічна, літературна, лінгвістична і філософська течія Просвітництва, що проявилася у Греції в другій половині XVIII — на початку XIX століття.

## Витоки
Поштовх Новогрецькому Просвітництву дало переважання Греції у торгівлі та освіті в Османській імперії. Це дозволило грецьким купцям фінансувати навчання молодих грецьких студентів в Італії та Німеччині. Там вони познайомилися з ідеями Просвітництва та Французької революції. Саме заможність грецького купецтва стало матеріальною основою інтелектуального відродження, яке тривало в Греції протягом понад пів століття, до 1821 року. Напередодні Грецької революції 1821—1829 років центрами грецької освіти та комерції, в яких знаходилися школи-університети, були Яніна, Хіос, Смірна (Ізмір) та Айвалик.

### Роль фанаріотів
Фанаріоти — невелика група грецьких родів, що отримали своє ім'я від кварталу Фанар у Стамбулі, де знаходиться резиденція Константинопольського патріарха. Вони обіймали різні адміністративні посади в Османській імперії, найважливішими з яких були титули господаря (князя) в Дунайських князівствах Молдавії та Валахії. Більшість господарів були патронами грецької культури, освіти, друку. Ці академії залучали вчителів та учнів із усього православного світу і мали певний контакт з інтелектуальними трендами в Габсбурзькій монархії. Більшість їх підтримувала османську систему врядування, що не дозволяло їм відіграти значну роль у грецькому національному русі; проте завдяки їхній підтримці навчання за кордоном з'явилося багато високоосвічених грецьких науковців, які скористалися космополітичним середовищем, культивованим фанаріотами.
Це середовище було привабливим для молодих, амбітних та освічених греків з Османської імперії, сприяючи їхньому національному просвітленню. Князівські академії в Бухаресті та Яссах також відіграли значну роль в цьому русі. Даніель Філіппідіс та Григоріос Константас, автори «Географія неотерікі», однвєї з найвизначніших тогочасних грецьких наукових праць, добули освіту саме в такому середовищі.

## Наслідки

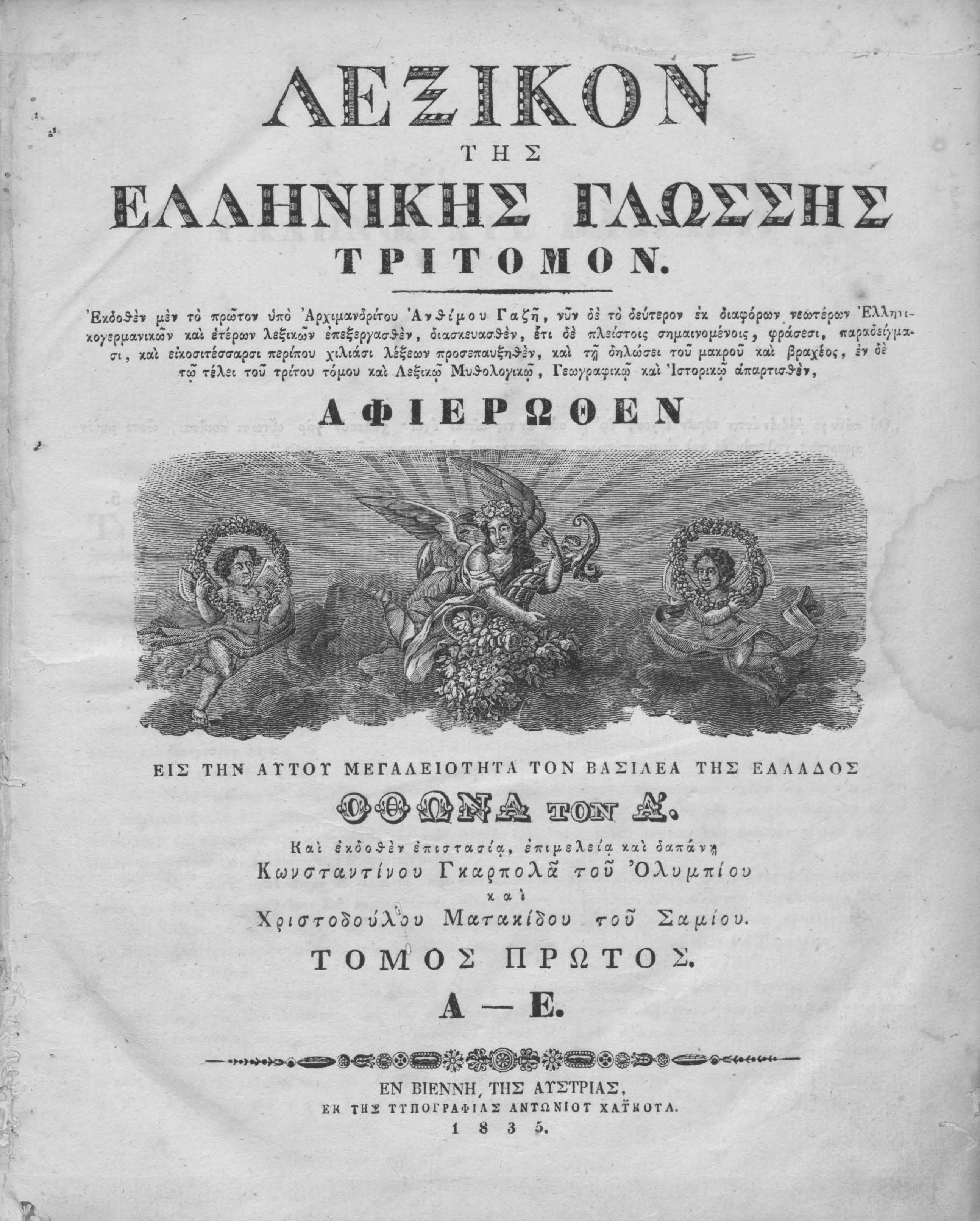
Словник грецької мови Антімоса Газіса, 1835

Одним з наслідків Новогрецького Просвітництва було створення мовними пуристами аттичної форми грецької мови, яка стала державною мовою Греції і відома як катаревуса. Це спричинило диглосію в Греції, коли катаревуса та народна мова (димотика) конфліктували до другої половини XIX століття.
Проникнення ідей Просвітництва в грецьку культуру сприяло також розвиткові національної самосвідомості. Видання журналу «Гермес о Логіос» сприяло розвитку просвітницьких ідей. Метою видавання журналу був розвиток грецьких науки, філософії та культури. Дві головні фігури Новогрецького Просвітництва, Рігас Фереос та Адамантіос Кораїс, заохочували грецьких націоналістів до впровадження тогочасної політичної думки.
Новогрецьке Просвітництво стосувалося не лише лінгвістичних та гуманітарних, а й природничих наук. Такі науковці як Методіос Антракітіс, Євгеній Булгаріс, Атанасіос Псалідас, Баланос Васілопулос та Ніколаос Дарбаріс мали знання з фізики та математики і публікували наукові праці з цих дисциплін грецькою мовою для грецьких шкіл. Рігас Фереос видавав також «Антологію фізики».

## У мистецтві
Новогрецького Просвітництва також стосувалася Семиострівна школа живопису. Відомими митцями часів Новогрецького Просвітництва були Панайотіс Доксарас, Ніколаос Доксарас, Ніколаос Кантуніс, Ніколаос Кутузіс, Герасімос Піцаманос. Грецьке мистецтво почало відходити від традиційної Maniera Greca, різко переходячи до живопису в стилі венеційської школи. У мистецтві почав формуватися власний стиль. До епох грецького живопису належать грецькі рококо, неокласицизм та романтизм. Завдяки Новогрецькому Просвітництву грецький живопис трансформувався та осучаснився. Більшість істориків називають цей період Новогрецьким діафотизмом.
Багато художників, пов'язаних із цією епохою, не були вихідцями з Іонічних островів. Ці живописці працювали в різних частинах Османської імперії та Венеційської республіки. Деякі з них працювали на Кікладах (Крістодулос Калергіс, Еммануель Скорділіс). Іоанніс Коронарос переселився з Криту до Єгипту, а згодом — на Кіпр. Попри те, що епоха Критського Відродження закінчилася, на острові було ще кілька активних майстерень. Ці діячі також належать до Новогрецького діафотизму.
Новогрецьке Просвітництво в мистецтві стосувалося не лише Семиострівної школи живопису, але й усіх грецьких громад і так званих нащадків давньогрецької цивілізації. У Стамбулі також діяло багато грецьких художників. Новогрецький інститут досліджує грецьке мистецтво, і сотні грецьких та інших митців були каталогізовані від XV століття до Грецької революції.

## Персоналії

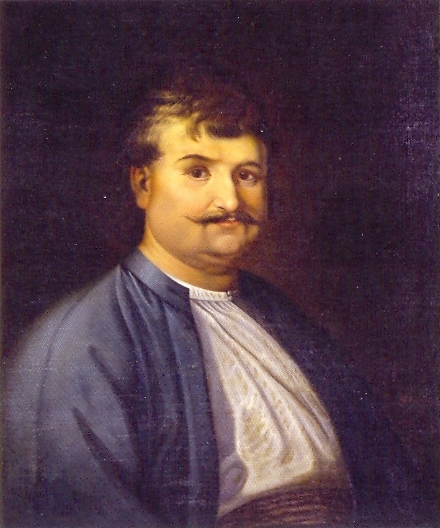
Рігас Фереос
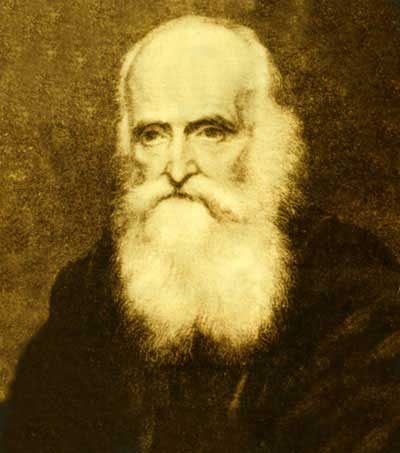
Теофілос Каїріс
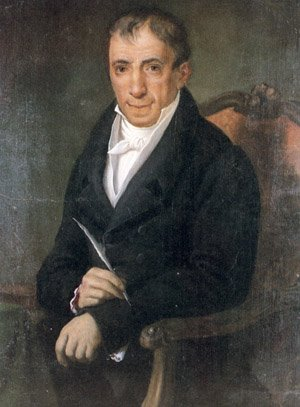
Адамантіос Кораїс
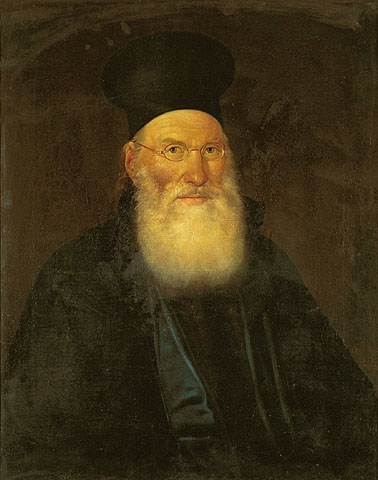
Теоклітос Фармакідіс
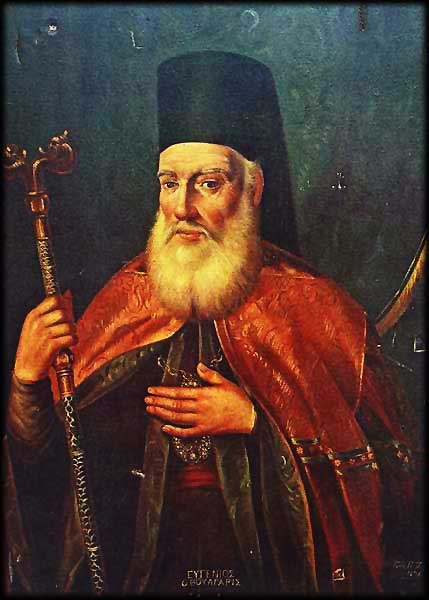
Євгеній Булгаріс